# Cazavet
Cazavet est une commune française, située dans le nord-ouest du département de l'Ariège en région Occitanie. Sur le plan historique et culturel, la commune fait partie du Couserans, pays aux racines gasconnes structuré par le cours du Salat.
Exposée à un climat océanique altéré, elle est drainée par le ruisseau de la Gouarège, le ruisseau du Gélan et par divers autres petits cours d'eau. Incluse dans le parc naturel régional des Pyrénées ariégeoises, la commune possède un patrimoine naturel remarquable : un site Natura 2000 (la « grotte d'Aliou »), un espace protégé (la « grotte d'Aliou ») et trois zones naturelles d'intérêt écologique, faunistique et floristique.
Cazavet est une commune rurale qui compte 192 habitants en 2022, après avoir connu un pic de population de 771 habitants en 1851. Elle fait partie de l'aire d'attraction de Saint-Girons. Ses habitants sont appelés les Cazavetois ou Cazavetoises.

## Géographie

### Localisation
- 1Carte dynamique
- 2Carte OpenStreetMap
- 3Carte topographique
- 4Carte avec les communes environnantes

La commune de Cazavet se trouve dans le département de l'Ariège, en région Occitanie.
Elle se situe à 46 km à vol d'oiseau de Foix, préfecture du département, à 9 km de Saint-Girons, sous-préfecture, et à 8 km de Saint-Lizier, bureau centralisateur du canton des Portes du Couserans dont dépend la commune depuis 2015 pour les élections départementales.
La commune fait en outre partie du bassin de vie de Saint-Girons.
Les communes les plus proches sont : 
Montgauch (2,6 km), Prat-Bonrepaux (3,6 km), Francazal (4,2 km), Caumont (4,7 km), Montégut-en-Couserans (4,7 km), Mauvezin-de-Prat (5,0 km), Mercenac (5,1 km), Lacave (5,7 km).
Sur le plan historique et culturel, Cazavet fait partie du Couserans, pays aux racines gasconnes structuré par le cours du Salat (affluent de la Garonne), que rien ne prédisposait à rejoindre les anciennes dépendances du comté de Foix.
Cazavet est limitrophe de six autres communes dont deux dans le département de la Haute-Garonne.
Les communes limitrophes sont  Balaguères, Caumont, Francazal, Montgauch et Prat-Bonrepaux.
|                                          | Prat-Bonrepaux | Caumont   |
| Francazal (Haute-Garonne)                | Cazavet        | Montgauch |
| Urau (Haute-Garonne, par un quadripoint) | Balaguères     |           |

Commune des Pyrénées de l'aire d'attraction de Saint-Girons située dans Couserans et le parc naturel régional des Pyrénées ariégeoises.
Elle est limitrophe du département de la Haute-Garonne.

### Géologie et relief
La commune est située dans les Pyrénées, une chaîne montagneuse jeune, érigée durant l'ère tertiaire (il y a 40 millions d'années environ), en même temps que les Alpes. Les terrains affleurants sur le territoire communal sont constitués de roches sédimentaires datant du Mésozoïque, anciennement appelé Ère secondaire, qui s'étend de −252,2 à −66,0 Ma. La structure détaillée des couches affleurantes est décrite dans les feuilles « n°1055 - Saint-Gaudens » et « n°1073 - Aspect » de la carte géologique harmonisée au 1/50 000ème du département de l'Ariège, et leurs notices associées,0.
La superficie cadastrale de la commune publiée par l’Insee, qui sert de références dans toutes les statistiques, est de 17,93 km2,. La superficie géographique, issue de la BD Topo, composante du Référentiel à grande échelle produit par l'IGN, est quant à elle de 18,15 km2. Son relief est particulièrement découpé puisque la dénivelée maximale atteint 880 mètres. L'altitude du territoire varie entre 367 m et 1 247 m.
La superficie de la commune est de 1 793 hectares ; son altitude varie de 367  à   1 247 mètres. Le massif de l'Estelas, qui domine la commune compte plusieurs centaines de gouffres et grottes, dont les plus notables sont le Gouffre Belle (-595), le Malabar, Peillot, Le Chien Mort, Haïou, la Buhadère.. Aucun de ces gouffres ne sont accessibles sans des connaissances et du matériel spécialisé.

### Hydrographie

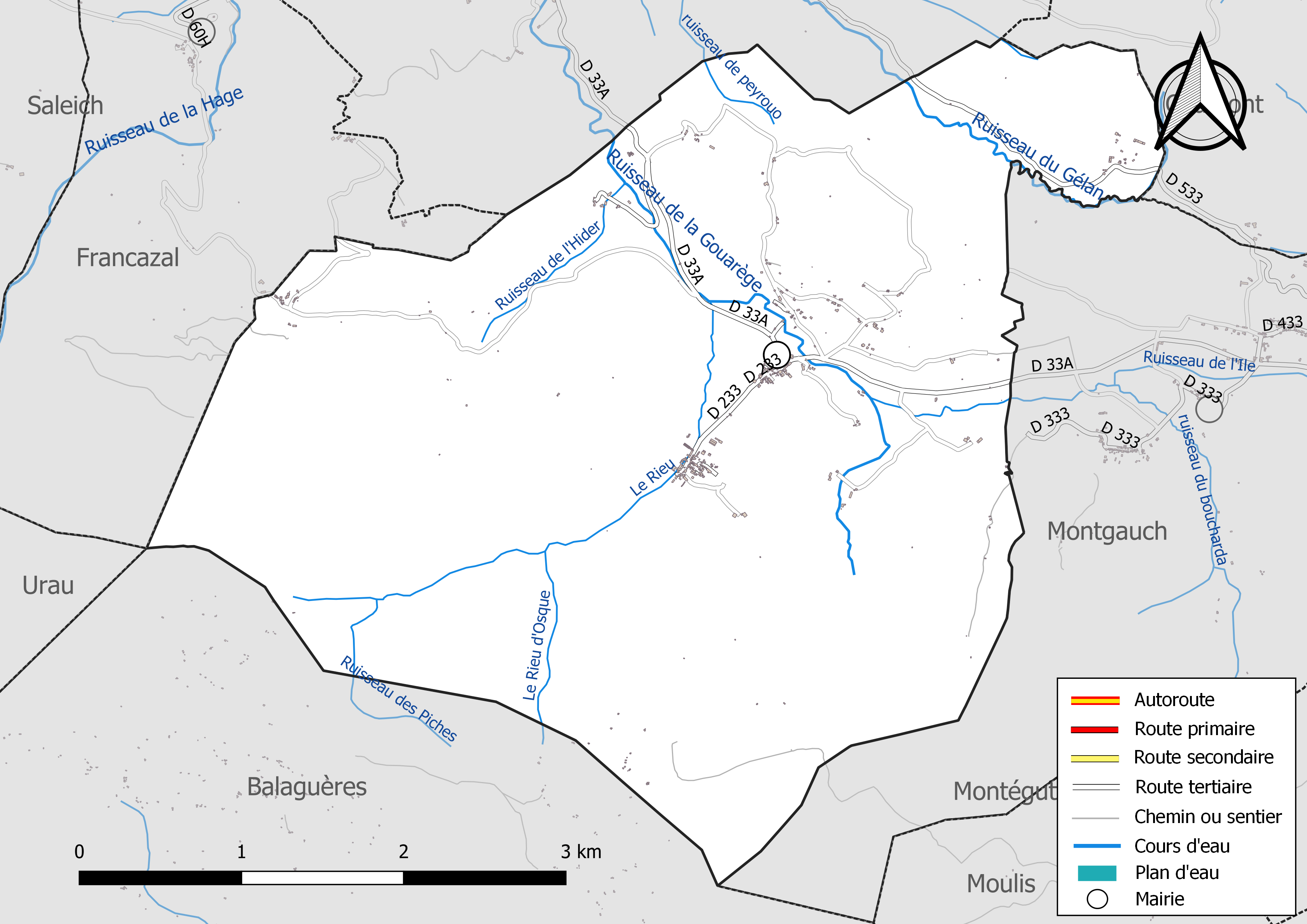
Réseaux hydrographique et routier de Cazavet.

La commune est dans le bassin versant de la Garonne, au sein du bassin hydrographique Adour-Garonne. Elle est drainée par le ruisseau de la Gouarège, le ruisseau du Gélan, le Rieu, le Rieu d'Osque, le ruisseau de l'Hider, le ruisseau de Mireloup, le ruisseau de peyrouo, le ruisseau des Piches et le ruisseau du boucharda, constituant un réseau hydrographique de 14 km de longueur totale,.

### Climat
Pour des articles plus généraux, voir Climat de l'Occitanie et Climat de l'Ariège.
En 2010, le climat de la commune est de type climat océanique altéré, selon une étude s'appuyant sur une série de données couvrant la période 1971-2000. En 2020, Météo-France publie une typologie des climats de la France métropolitaine dans laquelle la commune est exposée à un climat de montagne et est dans la région climatique Pyrénées centrales, caractérisée par une pluviométrie annuelle de 1 000 à 1 200 mm.
Pour la période 1971-2000, la température annuelle moyenne est de 12,4 °C, avec une amplitude thermique annuelle de 14,5 °C. Le cumul annuel moyen de précipitations est de 964 mm, avec 10,1 jours de précipitations en janvier et 7 jours en juillet. Pour la période 1991-2020, la température moyenne annuelle observée sur la station météorologique la plus proche, située sur la commune de Lorp-Sentaraille à 6 km à vol d'oiseau, est de 12,5 °C et le cumul annuel moyen de précipitations est de 973,2 mm,. Pour l'avenir, les paramètres climatiques de la commune estimés pour 2050 selon différents scénarios d'émission de gaz à effet de serre sont consultables sur un site dédié publié par Météo-France en novembre 2022.

### Milieux naturels et biodiversité

#### Espaces protégés
La protection réglementaire est le mode d’intervention le plus fort pour préserver des espaces naturels remarquables et leur biodiversité associée,.
La commune fait partie du parc naturel régional des Pyrénées ariégeoises, créé en 2009 et d'une superficie de 245 973 ha, qui s'étend sur 138 communes du département. Ce territoire unit les plus hauts sommets aux frontières de l’Andorre et de l’Espagne (la Pique d'Estats, le mont Valier, etc) et les plus hautes vallées des avants-monts, jusqu’aux plissements du Plantaurel.
Un  autre espace protégé est présent sur la commune : 
la « grotte d'Aliou », objet d'un arrêté de protection de biotope, d'une superficie de 0,2 ha.

#### Réseau Natura 2000

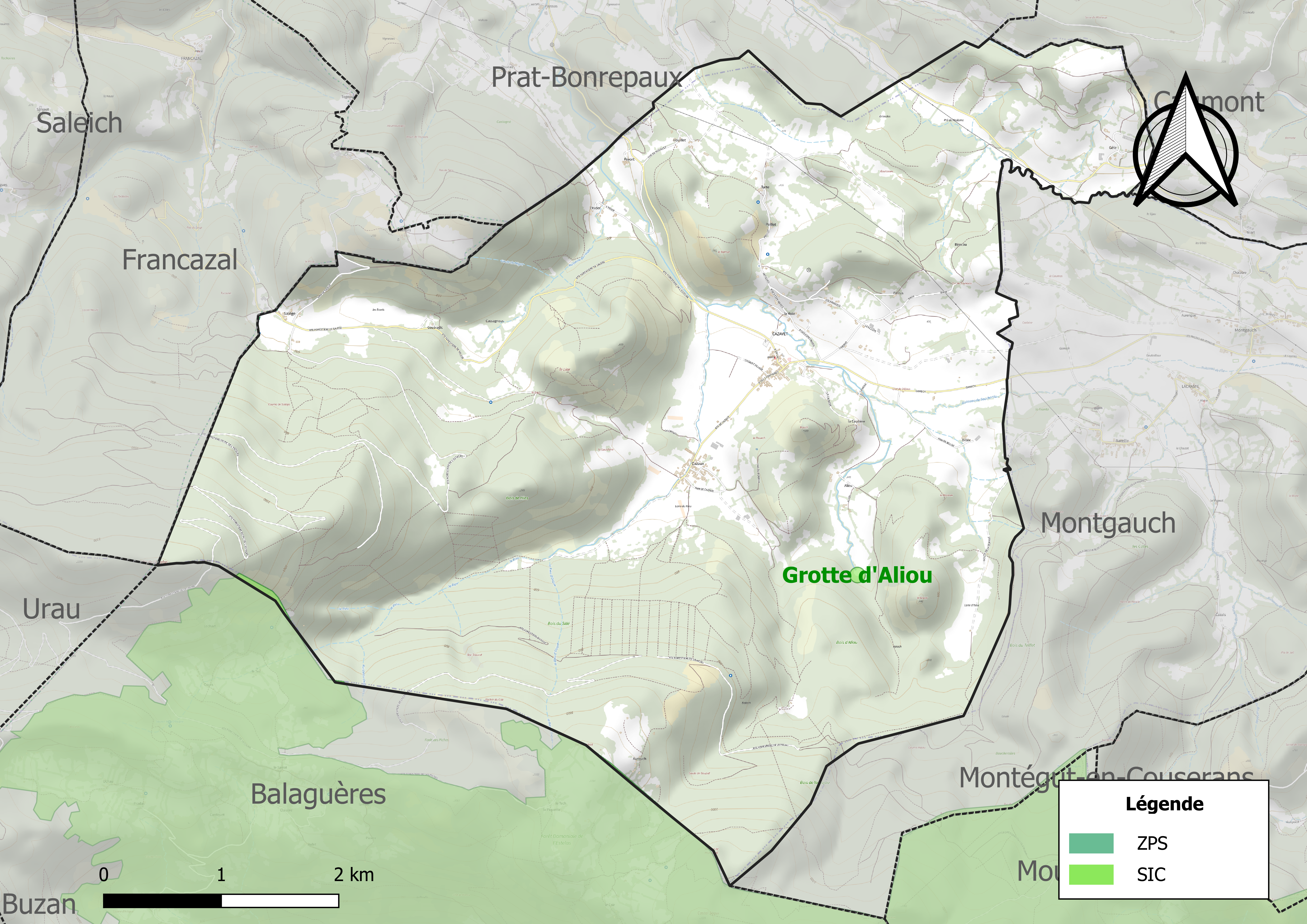
Site Natura 2000 sur le territoire communal.

Le réseau Natura 2000 est un réseau écologique européen de sites naturels d'intérêt écologique élaboré à partir des directives habitats et oiseaux, constitué de zones spéciales de conservation (ZSC) et de zones de protection spéciale (ZPS).
Un site Natura 2000 a été défini sur la commune au titre de la directive habitats : la « grotte d'Aliou », d'une superficie de 1 ha, une cavité de reproduction très importante pour les chauves-souris.

#### Zones naturelles d'intérêt écologique, faunistique et floristique
L’inventaire des zones naturelles d'intérêt écologique, faunistique et floristique (ZNIEFF) a pour objectif de réaliser une couverture des zones les plus intéressantes sur le plan écologique, essentiellement dans la perspective d’améliorer la connaissance du patrimoine naturel national et de fournir aux différents décideurs un outil d’aide à la prise en compte de l’environnement dans l’aménagement du territoire.
Deux ZNIEFF de type 1 sont recensées sur la commune :
les « forêts de Saleich et de l'Estelas et stations sèches de Francazal et de Salège » (3 194 ha), couvrant 16 communes dont 8 dans l'Ariège et 8 dans la Haute-Garonne, et 
la « soulane de Balaguères au Char de Liqué » (5 178 ha), couvrant 13 communes du département
et une ZNIEFF de type 2, : 
le « massif d'Arbas » (27 233 ha), couvrant 90 communes dont 48 dans l'Ariège et 42 dans la Haute-Garonne.

Carte des ZNIEFF de type 1 et 2 à Cazavet.
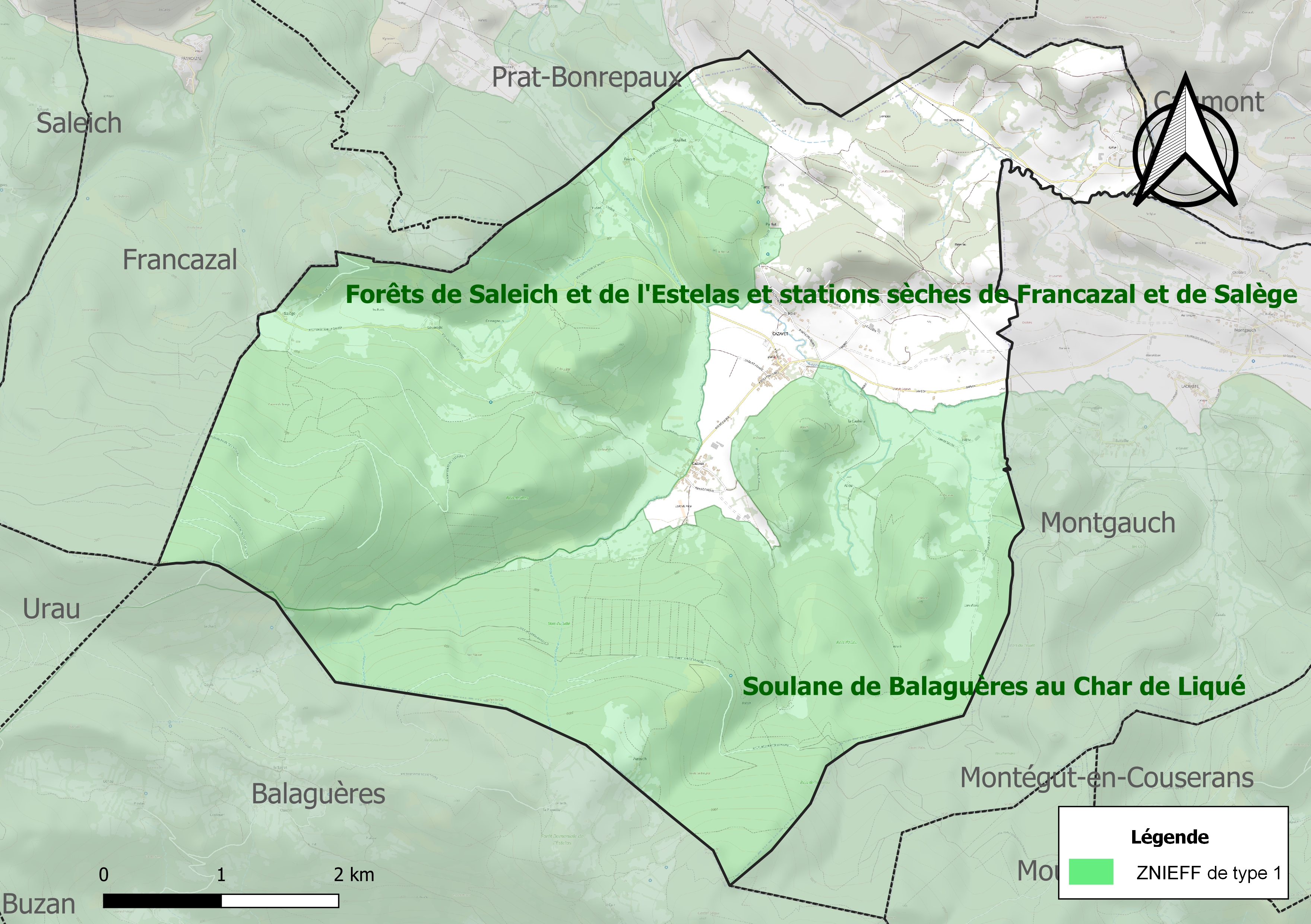
Carte des ZNIEFF de type 1 sur la commune.
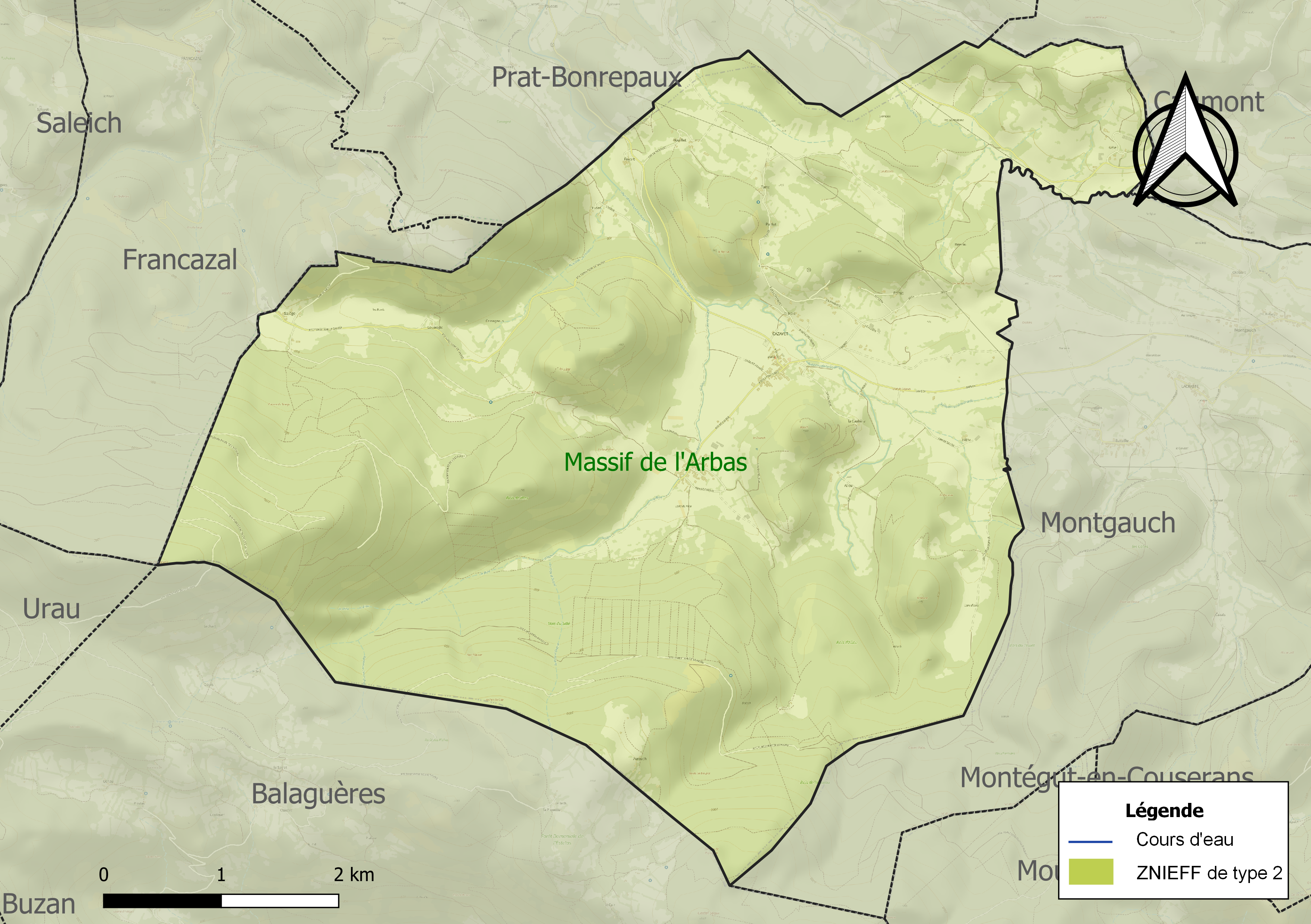
Carte de la ZNIEFF de type 2 sur la commune.

## Urbanisme

### Typologie
Au 1er janvier 2024, Cazavet est catégorisée commune rurale à habitat très dispersé, selon la nouvelle grille communale de densité à 7 niveaux définie par l'Insee en 2022.
Elle est située hors unité urbaine. Par ailleurs la commune fait partie de l'aire d'attraction de Saint-Girons, dont elle est une commune de la couronne,. Cette aire, qui regroupe 70 communes, est catégorisée dans les aires de moins de 50 000 habitants,.

### Occupation des sols
L'occupation des sols de la commune, telle qu'elle ressort de la base de données européenne d’occupation biophysique des sols Corine Land Cover (CLC), est marquée par l'importance des forêts et milieux semi-naturels (74,2 % en 2018), une proportion identique à celle de 1990 (74,2 %). La répartition détaillée en 2018 est la suivante : 
forêts (71,2 %), prairies (12,4 %), zones agricoles hétérogènes (10,9 %), milieux à végétation arbustive et/ou herbacée (2,9 %), terres arables (2,6 %). L'évolution de l’occupation des sols de la commune et de ses infrastructures peut être observée sur les différentes représentations cartographiques du territoire : la carte de Cassini (XVIIIe siècle), la carte d'état-major (1820-1866) et les cartes ou photos aériennes de l'IGN pour la période actuelle (1950 à aujourd'hui).

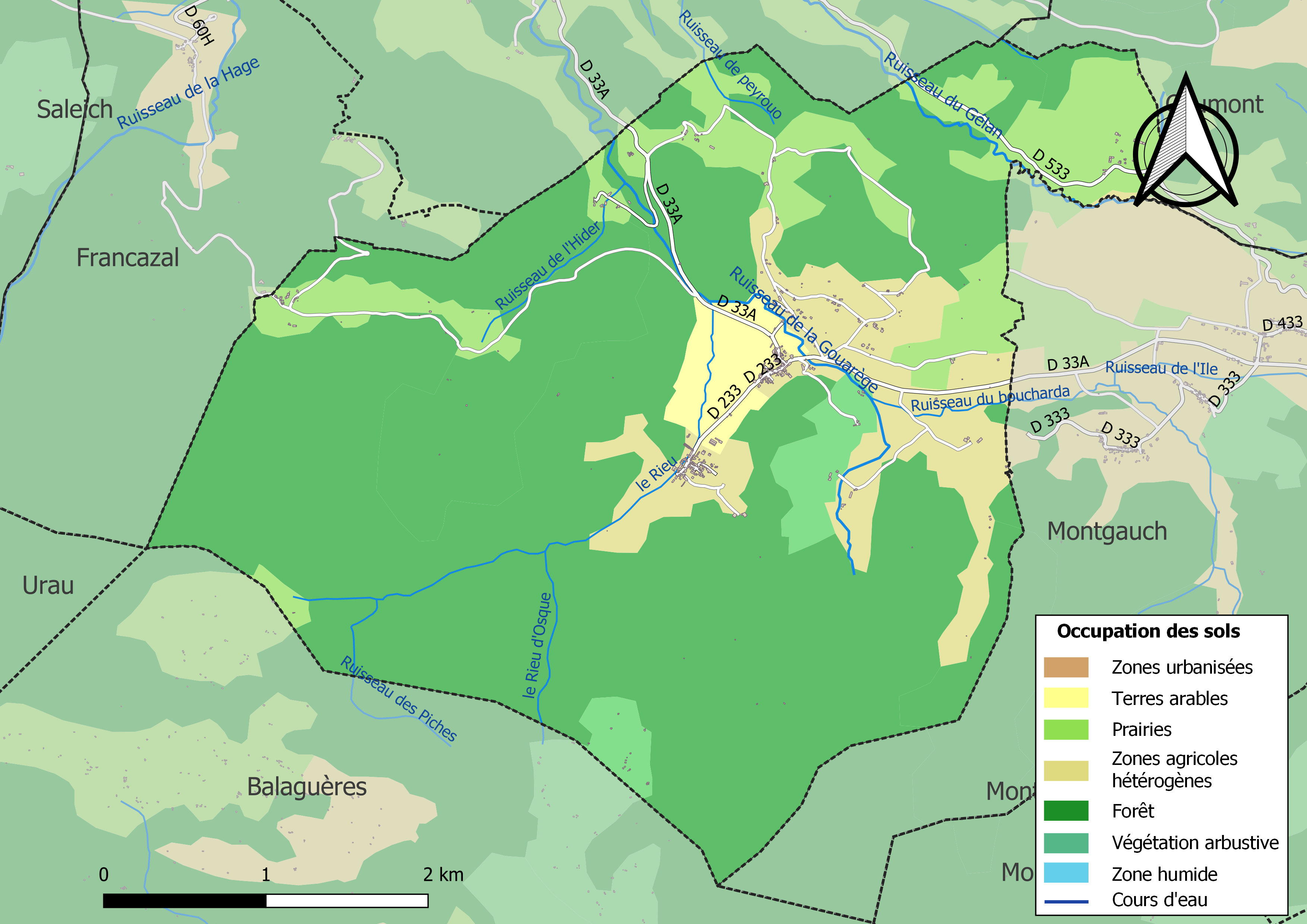
Carte des infrastructures et de l'occupation des sols de la commune en 2018 (CLC).

### Hameaux et lieux-dits
En 1946, la Nomenclature des Hameaux et Écarts de l'Ariège recensait plusieurs écarts et hameaux aux alentours de Cazavet :
- l'écart d'Aliou (2 fermes, 2 ménages, 10 habitants),
- l'écart de Biloc (1 ferme, 1 ménage, 5 habitants),
- le hameau de Cazaux (21 maisons, 23 ménages, 28 habitants),
- l'écart de Ferrus (1 ferme, 1 ménage, 5 habitants),
- le hameau de Gèles (7 maisons, 7 ménages, 23 habitants),
- le hameau de l'Hyder (4 maisons, 4 ménages, 20 habitants),
- le hameau d'Ouillet (4 maisons, 4 ménages, 17 habitants),
- l'écart de Peyort (1 maison, 1 ménage, 5 habitants), et
- le hameau de Salège (8 maisons, 7 ménages, 18 habitants).

### Habitat et logement
En 2018, le nombre total de logements dans la commune était de 156, alors qu'il était de 141 en 2013 et de 133 en 2008.
Parmi ces logements, 67,5 % étaient des résidences principales, 27,1 % des résidences secondaires et 5,4 % des logements vacants. Ces logements étaient pour 94,2 % d'entre eux des maisons individuelles et pour 4,5 % des appartements.
Le tableau ci-dessous présente la typologie des logements à Cazavet en 2018 en comparaison avec celle de l'Ariège et de la France entière. Une caractéristique marquante du parc de logements est ainsi une proportion de résidences secondaires et logements occasionnels (27,1 %) supérieure à celle du département (24,6 %) et à celle de la France entière (9,7 %). Concernant le statut d'occupation de ces logements, 75,2 % des habitants de la commune sont propriétaires de leur logement (76 % en 2013), contre 66,3 % pour l'Ariège et 57,5 % pour la France entière.
| Typologie                                               | Cazavet | Ariège | France entière |
| ------------------------------------------------------- | ------- | ------ | -------------- |
| Résidences principales (en %)                           | 67,5    | 65,7   | 82,1           |
| Résidences secondaires et logements occasionnels (en %) | 27,1    | 24,6   | 9,7            |
| Logements vacants (en %)                                | 5,4     | 9,7    | 8,2            |

### Voies de communication et transports
Accès avec les routes départementales D 533 D 33A et D 35.

### Risques majeurs
Le territoire de la commune de Cazavet est vulnérable à différents aléas naturels : inondations, climatiques (grand froid ou canicule), feux de forêts, mouvements de terrains et séisme (sismicité modérée). Il est également exposé à un risque technologique,  le transport de matières dangereuses,.

#### Risques naturels

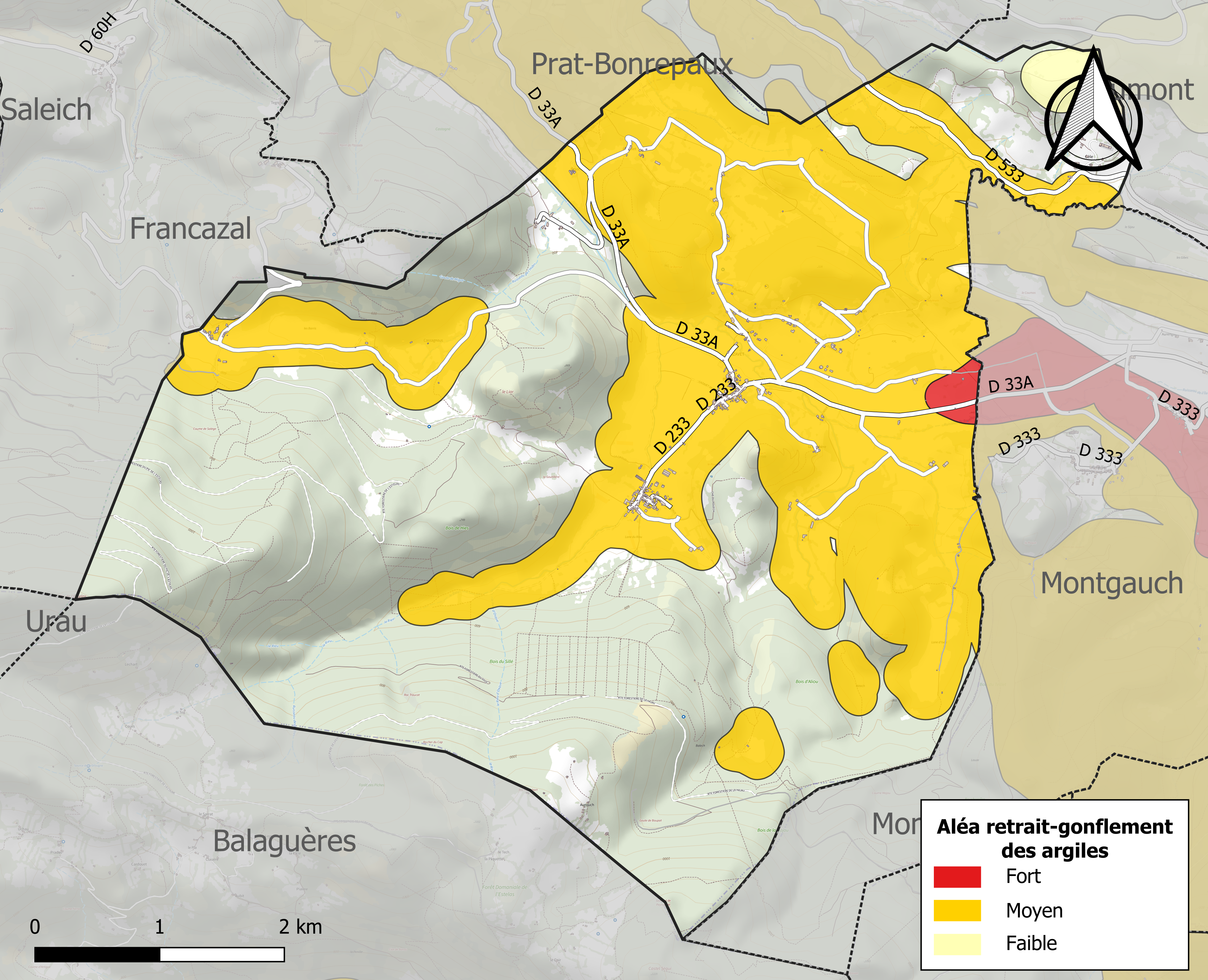
Zonage de l'aléa retrait-gonflement des argiles sur la commune de Cazavet.

Certaines parties du territoire communal sont susceptibles d’être affectées par le risque d’inondation par débordement, crue torrentielle d'un cours d'eau, ou ruissellement d'un versant.
Les mouvements de terrains susceptibles de se produire sur la commune sont soit des chutes de blocs, soit des glissements de terrains, soit des effondrements liés à des cavités souterraines, soit des mouvements liés au retrait-gonflement des argiles. Près de 50 % de la superficie du département est concernée par l'aléa retrait-gonflement des argiles, dont la commune de Cazavet. L'inventaire national des cavités souterraines permet par ailleurs de localiser celles situées sur la commune.

#### Risques technologiques
Le risque de transport de matières dangereuses par une infrastructure routière ou ferroviaire ou par une canalisation de transport de gaz concerne la commune. Un accident se produisant sur une telle infrastructure est en effet susceptible d’avoir des effets graves au bâti ou aux personnes jusqu’à 350 m, selon la nature du matériau transporté. Des dispositions d’urbanisme peuvent être préconisées en conséquence.

## Histoire
Vers 1250, Guilhem de Seilh est coseigneur de Cazavet.
Le village est dominé par les ruines d'un château médiéval, dont la première mention connue par la charte de coutumes de Cazavet datée de 1301.
Au bois d’Aliou se trouve une marbrière utilisée jusqu'en 1982, son calcaire est une pâte fine, gris rosé, tacheté irrégulièrement de rouge et de noir. Il a servi a réaliser notamment l'autel de l'église du village.

## Politique et administration

### Découpage territorial
La commune de Cazavet est membre de la communauté de communes Couserans-Pyrénées, un établissement public de coopération intercommunale (EPCI) à fiscalité propre créé le 18 novembre 2016 dont le siège est à Saint-Lizier. Ce dernier est par ailleurs membre d'autres groupements intercommunaux.
Sur le plan administratif, elle est rattachée à l'arrondissement de Saint-Girons, au département de l'Ariège, en tant que circonscription administrative de l'État, et à la région Occitanie.
Sur le plan électoral, elle dépend du canton des Portes du Couserans pour l'élection des conseillers départementaux, depuis le redécoupage cantonal de 2014 entré en vigueur en 2015, et de la deuxième circonscription de l'Ariège  pour les élections législatives, depuis le redécoupage électoral de 1986.

### Administration municipale
Le nombre d'habitants au recensement de 2011 étant compris entre 100 et 499, le nombre de membres du conseil municipal pour l'élection de 2014 est de onze,.

### Liste des maires
| Période                                  | Période  | Identité         | Étiquette | Qualité   |
| ---------------------------------------- | -------- | ---------------- | --------- | --------- |
| avant 1872                               |          | Guillaume Ortet  |           |           |
| avant 1988                               | ?        | Pierre Salles    |           |           |
| mars 2001                                | 2014     | Jacques Dupuy    |           |           |
| mars 2014                                | En cours | Geneviève Osmond | SE        | Retraitée |
| Les données manquantes sont à compléter. |          |                  |           |           |

## Population et société

### Démographie
L'évolution du nombre d'habitants est connue à travers les recensements de la population effectués dans la commune depuis 1793. Pour les communes de moins de 10 000 habitants, une enquête de recensement portant sur toute la population est réalisée tous les cinq ans, les populations de référence des années intermédiaires étant quant à elles estimées par interpolation ou extrapolation. Pour la commune, le premier recensement exhaustif entrant dans le cadre du nouveau dispositif a été réalisé en 2004.

En 2022, la commune comptait 192 habitants, en évolution de −17,24 % par rapport à 2016 (Ariège : +1,48 %, France hors Mayotte : +2,11 %).
| 1793 | 1800 | 1806 | 1821 | 1831 | 1836 | 1841 | 1846 | 1851 |
| ---- | ---- | ---- | ---- | ---- | ---- | ---- | ---- | ---- |
| 583  | 465  | 567  | 636  | 733  | 715  | 726  | 727  | 771  |

| 1856 | 1861 | 1866 | 1872 | 1876 | 1881 | 1886 | 1891 | 1896 |
| ---- | ---- | ---- | ---- | ---- | ---- | ---- | ---- | ---- |
| 665  | 652  | 627  | 608  | 568  | 532  | 529  | 516  | 508  |

| 1901 | 1906 | 1911 | 1921 | 1926 | 1931 | 1936 | 1946 | 1954 |
| ---- | ---- | ---- | ---- | ---- | ---- | ---- | ---- | ---- |
| 502  | 505  | 504  | 403  | 403  | 385  | 359  | 320  | 319  |

| 1962 | 1968 | 1975 | 1982 | 1990 | 1999 | 2004 | 2006 | 2009 |
| ---- | ---- | ---- | ---- | ---- | ---- | ---- | ---- | ---- |
| 269  | 240  | 199  | 181  | 185  | 181  | 184  | 180  | 212  |

| 2014 | 2019 | 2022 | - | - | - | - | - | - |
| ---- | ---- | ---- | - | - | - | - | - | - |
| 225  | 204  | 192  | - | - | - | - | - | - |

| selon la population municipale des années : | 1968 | 1975 | 1982 | 1990 | 1999 | 2006 | 2009 | 2013 |
| Rang de la commune dans le département      | 74   | 78   | 83   | 89   | 94   | 87   | 85   | 100  |
| Nombre de communes du département           | 340  | 328  | 330  | 332  | 332  | 332  | 332  | 332  |

### Enseignement
Cazavet fait partie de l'académie de Toulouse.

### Culture et festivités
Le festival Celtie d'Oc est une initiative conçue par les bénévoles du Comité des fêtes de Cazavet, puis portée par l'association Celtie d'Oc, créée en 2005. L'objectif est de proposer aux gens du village et des environs une animation où sont présentés des groupes de musique celtique.

### Activités sportives
A proximité du hameau de Cazaux se trouve un site de pratique de parapente référencé de la Fédération française de Vol libre. Cazavet présente un intérêt particulier pour les spéléologues avertis. La grotte d'Aliou est soumise à un accès réglementé par Arrêté préfectoral de protection de biotope qui interdit sa visite du 1/03 au 30/09.

### Écologie et recyclage
La déchetterie intercommunale se trouve au lieudit Casséjoul, situé sur la commune de Mercenac.

## Économie

### Revenus
En 2018, la commune compte 94 ménages fiscaux, regroupant 198 personnes. La médiane du revenu disponible par unité de consommation est de 20 160 € (19 820 € dans le département).

### Emploi
| Division       | 2008  | 2013   | 2018   |
| -------------- | ----- | ------ | ------ |
| Commune        | 6,8 % | 11,2 % | 10,6 % |
| Département    | 8,9 % | 11,1 % | 11,2 % |
| France entière | 8,3 % | 10 %   | 10 %   |

En 2018, la population âgée de 15 à 64 ans s'élève à 128 personnes, parmi lesquelles on compte 80,5 % d'actifs (69,9 % ayant un emploi et 10,6 % de chômeurs) et 19,5 % d'inactifs,. En  2018, le taux de chômage communal (au sens du recensement) des 15-64 ans est inférieur à celui du département, mais supérieur à celui de la France, alors qu'en 2008 il était inférieur à celui de la France.
La commune fait partie de la couronne de l'aire d'attraction de Saint-Girons, du fait qu'au moins 15 % des actifs travaillent dans le pôle,. Elle compte 20 emplois en 2018, contre 16 en 2013 et 9 en 2008. Le nombre d'actifs ayant un emploi résidant dans la commune est de 93, soit un indicateur de concentration d'emploi de 21,3 % et un taux d'activité parmi les 15 ans ou plus de 59 %.
Sur ces 93 actifs de 15 ans ou plus ayant un emploi, 19 travaillent dans la commune, soit 20 % des habitants. Pour se rendre au travail, 87,6 % des habitants utilisent un véhicule personnel ou de fonction à quatre roues, 4,4 % s'y rendent en deux-roues, à vélo ou à pied et 7,9 % n'ont pas besoin de transport (travail au domicile).

### Activités hors agriculture
18 établissements sont implantés  à Cazavet au 31 décembre 2019.
Le secteur du commerce de gros et de détail, des transports, de l'hébergement et de la restauration est prépondérant sur la commune puisqu'il représente 33,3 % du nombre total d'établissements de la commune (6 sur les 18 entreprises implantées  à Cazavet), contre 27,5 % au niveau départemental.

### Agriculture
La commune fait partie de la petite région agricole dénommée « Région sous-pyrénéenne ». En 2010, l'orientation technico-économique de l'agriculture  sur la commune est l'élevage de bovins pour la viande.
|                                   | 1988 | 2000 | 2010 |
| --------------------------------- | ---- | ---- | ---- |
| Exploitations                     | 32   | 23   | 16   |
| Superficie agricole utilisée (ha) | 640  | 728  | 633  |

Le nombre d'exploitations agricoles en activité et ayant leur siège dans la commune est passé de 32 lors du recensement agricole de 1988 à 23 en 2000 puis à 16 en 2010, soit une baisse de 50 % en 22 ans. Le même mouvement est observé à l'échelle du département qui a perdu pendant cette période 48 % de ses exploitations. La surface agricole utilisée sur la commune a également diminué, passant de 640 ha en 1988 à 633 ha en 2010. Parallèlement la surface agricole utilisée moyenne par exploitation a augmenté, passant de 20 à 40 ha.

## Culture locale et patrimoine

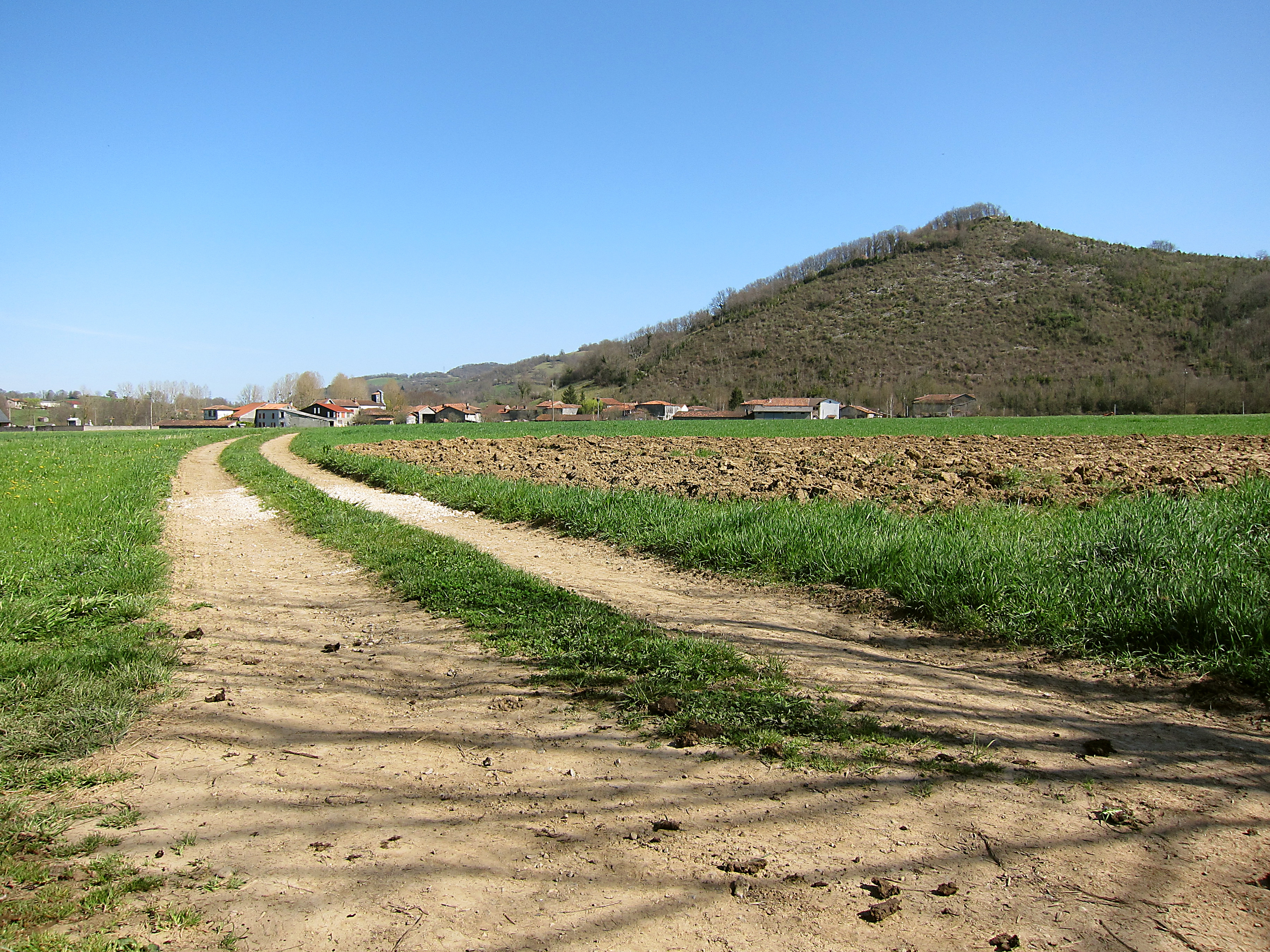
Vue du village et du Pouech, au sommet duquel se trouvent les ruines du château.

### Lieux et monuments
- Vestiges du château du XIIe siècle, détruit durant la Révolution.
- Église Saint-Michel.
- Halle, inaugurée en 2013.
- Forêt de l'Estelas.
- Grotte de Peyort, grotte ornée.
- Grotte d'Aliou, source karstique[64] remarquable du Ruisseau de la Gouarège, grotte classée Natura 2000. La grotte d'Aliou est soumise à un accès réglementé par Arrêté préfectoral de protection de biotope qui interdit sa visite du 1er mars au 30 septembre[65].
- Grotte Foulquier.
- Gouffre de la Buhadero.
- L'intersection du 43e parallèle nord et du 1er méridien à l'est de Greenwich se trouve sur le territoire de la commune (voir aussi le Degree Confluence Project).

## Pour approfondir